# المركز الوطني لتطوير المناهج (الأردن)
المركز الوطني لتطوير المناهج هو مؤسسة مستقلة ماليًا وإداريًا ترتبط برئاسة الوزراء الأردنية، يقع في مدينة عمان. تأسس المركز بإرادة ملكية سامية وفق النظام رقم 33 لسنة 2017 وتعديلاته، بمقتضى المادة 120 من الدستور الأردني. تأسس المركز الوطني في أبريل 2017 استجابة لتوصيات الاستراتيجية الوطنية لتنمية الموارد البشرية 2016–2025 بهدف الإصلاح التربوي وتطوير المناهج والكتب المدرسية لمراحل الطفولة المبكرة والتعليم الأساسي والثانوي.

## وصلات خارجية
- الموقع الرسمي.